# ميلاد كرماني
ميلاد كرماني (بالفارسية: میلاد کرمانی) هو لاعب كرة قدم إيراني في مركز الوسط، ولد في 23 أغسطس 1992 في طهران في إيران. شارك مع منتخب إيران تحت 20 سنة لكرة القدم ومنتخب إيران تحت 23 سنة لكرة القدم. أما مع النوادي، فقد لعب مع نادي بيكان ونادي سايبا ونادي ستيل آذين ونادي نفط طهران.

## وصلات خارجية
- ميلاد كرماني على موقع قاعدة بيانات كرة القدم.إي يو (الإنجليزية)
- ميلاد كرماني على موقع Soccerway.com (الإنجليزية)